# Breogán
 (signalé en juin 2025).
Si vous disposez d'ouvrages ou d'articles de référence ou si vous connaissez des sites web de qualité traitant du thème abordé ici, merci de compléter l'article en donnant les références utiles à sa vérifiabilité et en les liant à la section « Notes et références ».
- Archive Wikiwix
- Bing
- Cairn
- DuckDuckGo
- E. Universalis
- Gallica
- Google
- G. Books
- G. News
- G. Scholar
- Persée
- Qwant
- (zh) Baidu
- (ru) Yandex
- (wd) trouver des œuvres sur Wikidata

 (février 2014).
Si vous disposez d'ouvrages ou d'articles de référence ou si vous connaissez des sites web de qualité traitant du thème abordé ici, merci de compléter l'article en donnant les références utiles à sa vérifiabilité et en les liant à la section « Notes et références ».

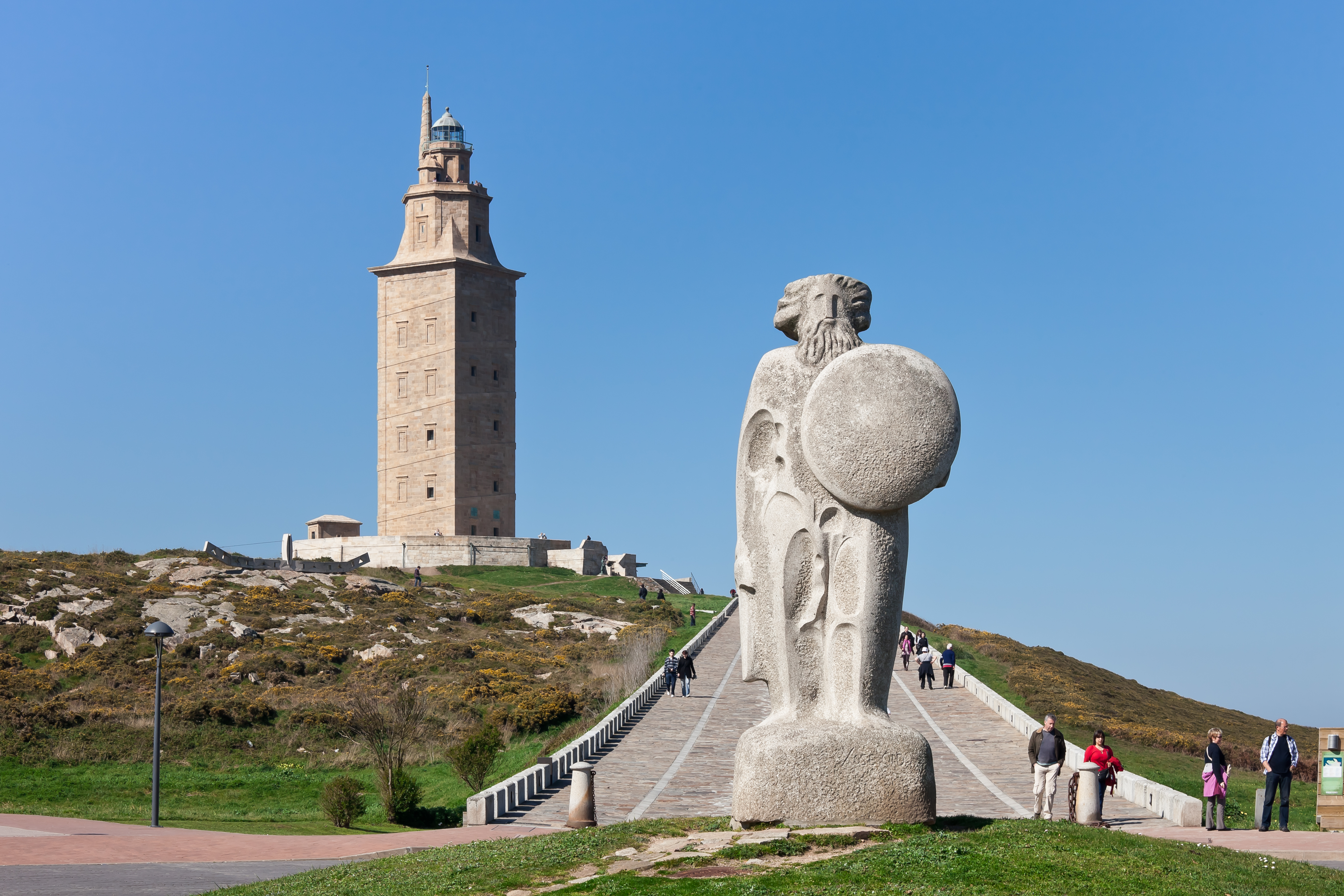
Statue de Breogan, à côté de la tour d'Hercule à La Corogne en Galice.

Breogán est un mythique roi celte de Galice. Il existe plusieurs versions de l'histoire de ce personnage dont la légende est une création du XIXe siècle, il est depuis lors considéré comme le père mythologique de la nation galicienne. L'hymne de Galice décrit la Galice comme étant la nation de Breogán.

## La légende
La légende raconte que les ascendants de Breogán sont arrivés en Galice, venant d'Égypte pour fuir les plaies de l'époque de Moïse. En toute probabilité cette légende a été créée au Moyen Âge, temps où il existait déjà une grande tradition chrétienne[réf. nécessaire]. 

## Lebor Gabála Érenn
Selon la tradition irlandaise, reprise dans un livre du XIe siècle, le Lebor Gabála Érenn (le Livre des Conquêtes), qui raconte les diverses invasions de l'Irlande, Breogán est le nom d'un roi mythique celte de Galice[réf. nécessaire]. 
Selon cette légende, il édifie la tour d'Hercule (Torre de Hércules) à la Corogne. Depuis laquelle, toujours selon la légende, son fils Ith voit l'Irlande et part à sa conquête. Malheureusement, il est assassiné. Par vengeance, les fils de Mile, fils de Bile et donc  petits-fils de Breogán et petits-neveux d'Ith, naviguent depuis la Galice jusqu'en Irlande pour la conquérir.